# Crnobori
Crnobori (cyr. Црнобори) – wieś w Czarnogórze, w gminie Pljevlja. W 2011 roku liczyła 33 mieszkańców.